# Milmersdorf
Milmersdorf é um município da Alemanha, situado no distrito de Uckermark, no estado de Brandemburgo. Tem 62,86 km² de área, e sua população em 2019 foi estimada em 1.438 habitantes.